# Cieciorka (roślina)

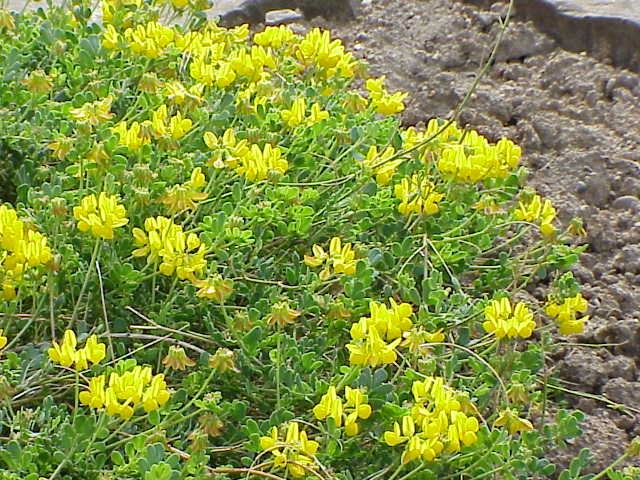
Coronilla minima

Cieciorka (Coronilla L.) – rodzaj roślin z rodziny bobowatych. Należy do niego ok. 12 gatunków roślin spotykanych w obszarze śródziemnomorskim. Występują one w zespołach roślinności twardolistnej, w suchych, widnych lasach i na klifach. Naukowa nazwa rodzaju pochodzi od kształtu kwiatostanów (łac. coronilla = mała korona). Przynależność wielu gatunków wcześniej zaliczanych do tego rodzaju została sfalsyfikowana w 1989 roku i zostały przeniesione do rodzaju topornica Securigera. Do polskiej flory należy z tego rodzaju rosnąca na jednym stanowisku cieciorka pochewkowata (C.  vaginalis), a także pojawiająca się jako efemerofit cieciorka skorpionowata (C. scorpioides). Zaliczana dawniej tutaj cieciorka pstra klasyfikowana jest we współczesnych bazach taksonomicznych zwykle jako topornica pstra Securigera varia. Rośliny reprezentujące rodzaj cieciorka (Coronilla) wyróżniają się od przedstawicieli Securigera m.in. okrągłą na przekroju łodygą, a nie bruzdowaną lub kanciastą, oraz (z jednym wyjątkiem) żółtymi kwiatami.

## Morfologia
PokrójKrzewy do 2 m wysokości, byliny i rośliny jednoroczne, zwykle nagie (tylko C. minima i C. ramosissima mają drobne włoski na brzegach kielicha). Łodyga jest okrągła na przekroju.
LiścieNieparzysto pierzaste, z parami listków naprzeciwległych. Listki są siedzące lub krótkoogonkowe. U niektórych gatunków listki są zredukowane (u C. scorpioides występuje tylko pojedynczy listek, ew. trzy listki, tyle samo listków ma C. repanda). Blaszka liściowa zwykle dość sztywna. Przylistki są równowąskie, do lancetowatych i trójkątnych, rzadko jajowate, zwykle wyraźnie mniejsze od listków i zawsze odmienne od nich kształtem. Zawsze są wolne – nie przyrastają do ogonka liściowego.
KwiatyMotylkowe, zebrane w baldach na końcu okrągłej na przekroju, długiej szypuły. Przysadki zrośnięte w niepozorną okrywę. Kielich zrosłodziałkowy, zwykle dzwonkowaty. Płatki korony z paznokciem, żółte, i tylko u C. viminalis białe i różowe. Górny płatek tworzy żagielek, ma brzegi odgięte do tyłu. Dwa boczne płatki tworzą skrzydełka otulające dolny płatek tworzący łódeczkę. Dziewięć pręcików jest zrośniętych w prostą rurkę, nitka dziesiątego pręcika przyciśnięta jest do przerwy w rurce. Szyjka słupka u podstawy (nad zalążnią) tęga, dalej zgięta pod kątem prostym i w szczytowej części nieco spłaszczona. W szczytowej części drobno brodawkowana i u wielu gatunków dodatkowo tu też zgięta, z drobnym, główkowatym znamieniem na szczycie. Zalążnia górna.
OwoceStrąki zwykle nagie, walcowate, proste i zakończone długim dzióbkiem.

## Systematyka
Synonimy
Artrolobium Desv., Bonaveria Scop.
Pozycja według APweb (aktualizowany system APG IV z 2016)
Jeden z rodzajów podrodziny bobowatych właściwych Faboideae w rzędzie bobowatych Fabaceae s.l. W obrębie podrodziny należy do plemienia Loteae.
Pozycja według systemu Reveala (1993–1999)
Gromada okrytonasienne (Magnoliophyta Cronquist), podgromada Magnoliophytina Frohne & U. Jensen ex Reveal, klasa Rosopsida Batsch, podklasa różowe (Rosidae Takht.), nadrząd Fabanae R. Dahlgren ex Reveal, rząd bobowce (Fabales Bromhead), rodzina bobowate (Fabaceae Lindl.), plemię Coronilleae Burnett, podplemię Coronillinae Bronn, rodzaj cieciorka (Coronilla L.).
Wykaz gatunków
- Coronilla atlantica (Boiss. & Reut.) Boiss.
- Coronilla coronata L.
- Coronilla juncea L.
- Coronilla minima L.
- Coronilla ramosissima (Ball) Ball
- Coronilla repanda (Poir.) Guss.
- Coronilla scorpioides (L.) Koch – cieciorka skorpionowata
- Coronilla vaginalis Lam. – cieciorka pochewkowata
- Coronilla valentina L.
- Coronilla viminalis Salisb.